# Munsala baptistförsamling
Munsala baptistförsamling (fd. Mona baptistförsamling) är en baptistförsamling i Nykarleby i Österbotten i Finland. Församlingen grundades den januari 1873 med Erik Nygård som föreståndare. Församlingens kyrka i Hirvlax invigdes 1986.

## Föreståndare
- 1873–1902: Erik Nygård
- 1902–1905: Jakob Nygård
- 1905–1914: A. V. Jaakkola
- 1914–1915: E. J. Sjöberg
- 1918: J. H. Swordson
- 1918–1926: A. V. Jaakkola
- 1926–1929: J. A. Komstadius
- 1932–1933: Oscar Carlsson
- 1933–1935: Alwar Edström
- 1936–1940: Vilhelm Hedvall
- 1940–1944: Hugo Holmlund
- 1945–1950: Edvard Blomkvist
- 1950–1956: Lennart Heimdahl
- 1956–1961: Reinhold Nylund
- 1962–1966: Roy Holmlund
- 1966–1968: Reinhold Nylund
- 1958–1974: Carl-Gustav Strand